# Acanthochondria spirigera
Acanthochondria spirigera – gatunek widłonoga z rodziny Chondracanthidae. Nazwa naukowa tego gatunku skorupiaków została opublikowana w 1955 roku przez japońskiego zoologa Sueo M. Shiino. 